# Eudesmia major
Eudesmia major là một loài bướm đêm thuộc phân họ Arctiinae, họ Erebidae.